# Masashi Ozaki
Masashi Ozaki (尾崎 将司, Ozaki Masashi), né le 24 janvier 1947 est un golfeur japonais professionnel. Ozaki est souvent connu sous le nom de Jumbo Ozaki (ジャンボ尾崎 Janbo Ozaki) compte tenu de sa taille. Il a figuré dans le top dix du Official World Golf Ranking durant presque 200 semaines entre 1989 et 1998. Il est le joueur le plus titré de tout temps du Japan Golf Tour, ayant gagné le plus d'argent douze fois, un record, et ayant gagné 94 tournois, plus que 40 fois plus que le deuxième plus grand score. Ozaki a été élu au World Golf Hall of Fame en 2010 et a été intronisé en mai 2011.

## Biographie
Ozaki est né dans Kaifu District de Tokushima. Il était un professionnel de baseball pichet/outfielder de 1965 à 1967 au sein de l'équipe Nishitetsu Lions,,,, mais il s'est tourné vers le golf professionnel à l'âge de 23 ans et a remporté le Japon Championnat de la PGA de l'année suivante.
Ozaki a été à la tête du classement des revenues du Japan Golf Tour en 1973-74, 1977, 1988-90, 1992, et 1994-98. Ozaki a terminé 8e au Masters en 1973 et 6e à l'Open américain en 1989. Au total, il a participé au Masters 19 fois. Il a joué occasionnellement  au PGA Tour de 1972 à 2000, aux 96 tournois, mais jamais plus que sept en un an. Son meilleur résultat a été une T-4 au Memorial Tournament en 1993. Ozaki a joué dans l'Équipe Internationale de la Coupe des Présidents en 1996. Les frères d'Ozaki Tateo "Jet" et Naomichi "Joe" sont également des golfeurs professionnels. Actuellement dans la soixantaine, il joue encore régulièrement sur le Japan Golf Tour.

## Résultats dans les grands championnats
| Tournoi                 | 1972 | 1973 | 1974 | 1975 | 1976 | 1977 | 1978 | 1979 |
| ----------------------- | ---- | ---- | ---- | ---- | ---- | ---- | ---- | ---- |
| Masters                 | CUT  | T8   | CUT  | T43  | T33  | -    | CUT  | CUT  |
| US Open de Golf         | -    | -    | -    | -    | -    | -    | -    | -    |
| Open britannique hommes | -    | -    | -    | -    | -    | -    | T14  | T10  |
| Championnat de la PGA   | -    | -    | -    | -    | --   | -    | -    | -    |

| Tournoi                 | 1980 | 1981 | 1982 | 1983 | 1984 | 1985 | 1986 | 1987 | 1988 | 1989 |
| ----------------------- | ---- | ---- | ---- | ---- | ---- | ---- | ---- | ---- | ---- | ---- |
| Masters de golf         | -    | -    | -    | -    | -    | -    | -    | CUT  | -    | T18  |
| US Open de Golf         | -    | -    | -    | -    | -    | -    | -    | T17  | CUT  | T6   |
| Open britannique hommes | T60  | T35  | -    | -    | -    | -    | -    | T11  | -    | T40  |
| Championnat de la PGA   | -    | CUT  | -    | -    | -    | -    | -    | -    | -    | -    |

| Tournoi                 | 1990 | 1991 | 1992 | 1993 | 1994 | 1995    | 1996 | 1997 | 1998 | 1999 | 2000 |
| ----------------------- | ---- | ---- | ---- | ---- | ---- | ------- | ---- | ---- | ---- | ---- | ---- |
| Masters de golf         | 23   | T35  | -    | T45  | CUT  | T29     | CUT  | 42   | CUT  | CUT  | T28  |
| US Open de Golf         | T24  | CUT  | T23  | T33  | T28  | T28     | T67  | CUT  | CUT  | CUT  | -    |
| Open britannique hommes | CUT  | -    | CUT  | -    | T38  | CUT     | -    | -    | -    | -    | -    |
| Championnat de la PGA   | T69  | -    | -    | -    | T47  | T49 sur | CUT  | -    | CUT  | -    | 78   |